# Vladimir Pîșnenko
Vladimir Pîșnenko (n. 25 martie 1970, Rostov-pe-Don, RSFS Rusă, URSS) este un înotător rus, medaliat olimpic. A participat la 2 ediții ale Jocurilor Olimpice (1992, 1996) în care a câștigat o medalie de aur și 3 medalii de argint.